# Idioma sharwa
Sharwa (también conocido como Tchevi, Sherwin, Sarwaye) es una lengua afroasiática hablada en Camerún en la Región del Extremo Norte. "Hay signos de cambio de idioma hacia Fulfulde".
Los hablantes de sharwa (5.100) también se llaman Tchévi, que es su ciudad más grande, en la parte sur de la comuna de Bourrha ( Departamento de Mayo-Tsanaga, región del Extremo Norte). Sharwa también se habla en la Región Norte, en el departamento de Mayo-Louti (comuna de Mayo-Oulo). Son mayoritariamente asimilados a los Gude.